# Dexia quadristriata
Dexia quadristriata är en tvåvingeart som beskrevs av Lahiri 2006. Dexia quadristriata ingår i släktet Dexia och familjen parasitflugor. Inga underarter finns listade i Catalogue of Life.